# Emanuele Krakamp
Emanuele Krakamp (Palermo, 13 febbraio 1813 – Napoli, novembre 1883) è stato un compositore e flautista italiano.

## Biografia
Emanuele Krakamp iniziò lo studio della musica con il padre Francesco (1788-1828). Dal 1841 fu primo flauto a Napoli nell'orchestra del Conte di Siracusa e ispettore del Conservatorio San Pietro a Majella. Dal 1860 fu, nello stesso Conservatorio, nominato insegnante di strumenti a fiato-legni. Concertista in Europa e in America, si esibì anche a Tunisi, Alessandria d'Egitto e al Cairo. Le sue composizioni si trovano pubblicate da Ricordi a Milano e da Girard a Parigi. Importante la sua opera di diffusione della musica strumentale che, insieme a Saverio Mercadante, lo vedrà iscritto come socio onorario alla Società del Quartetto di Firenze. Fu impresario teatrale, esperto di musica per banda e attivista politico.
In suo onore si svolge a Benevento un importante concorso flautistico (cfr. Concorso Nazionale di Flauto).

## L'impegno didattico
Krakamp fu il primo flautista italiano ad adottare il flauto sistema Boehm nel 1847. È suo il “Metodo per il flauto cilindrico alla Boehm”, Pubblicato da Ricordi nel 1854, importante anche per essere uno dei primi trattati flautistici che si discostano chiaramente dalla scuola francese: il nuovo percorso di apprendimento si adatta dunque allo stile italiano caratterizzato da evidente cantabilità operistica. Importante anche la produzione di metodi e raccolte di studi anche per trombone, clarinetto e soprattutto fagotto.

## Composizioni

### Per flauto/i solo
- 20 temi variati per flauto solo op. 33
- 6 soli su cantilene aggraziate op. 75
- 5 fantasies variée pour Flute seule
- Tre grandi duetti op. 154
- 3 duetti estratti da temi d'opera verdiani (Rigoletto op. 122, Lombardi op. 124, La forza del destino op. 124)
- Tema Variato su Waltz "L'ultimo pensiero" di Weber op.35

### Per flauto e pianoforte
- Fantasia-Capriccio op. 11
- 2 divertimenti su Maria Padilla op. 36-38
- 2 fantasie su opere di Donizetti op. 43
- Duo concertante su motivi degli Ugonotti dal duo per violino di Thalberg op. 45
- Souvenir des duos Walkiers, op. 49
- 2 fantasie su Don Pasquale e Beatrice di Tenda op. 49bis
- Gran Fantasia sullo studio in la minore di Thalberg, op. 51
- Pot-pourri sulla ‘'Leonora'’ di Mercadante op. 52
- 2 capricci-fantasie su I due Foscari e su Ernani op. 55
- Seconda gran fantasia sulla canzone napoletana ‘'Luisella'’, dedicata a Giuseppe Rabboni, 1° flauto alla Scala, op. 63
- Momento d'ozio. Scherzo sul core delle donne nell'opera Stella di Napoli di Pacini, op. 64
- La Bizzarria. Divertimento sulla Cavatina Orazie e Curiazi di Mercadante, op. 65
- Aria dalla Battaglia di Legnano, op. 66
- Angiolina-Polka op. 67
- Gran Fantasia sulla Norma op. 68
- Quinta fantasia sulla Lucia op. 69
- Sesta fantasia sulla Sonnambula op. 70
- Tema e Variazione su Canto Greco di Ernesto Cavallini, celebre clarinettista, op. 71
- 4 composizioni originali (Melodia di Dohler, Romanza-L'Amore, Il Maniaco, Souvenir di Napoli) op. 71/74
- Alla finestra affaciati op. 77
- Un momento di entusiasmo su tema di Weber op. 79
- Mira o Norma, op. 80
- Reminiscenze dall'Ambassadrise di Auber, op. 81
- Melange su Mazeppa di Campana op. 87
- 10 pezzi Un inverno a Parigi, op. 91-100
- 10 pezzi Un'estate all'Ardenza, op. 107
- Valzer-La carezza op. 118
- 2 estratti da Rigoletto op. 120-121
- 12 capricci op. 123-134
- Alla memoria di Giulio Ricordi op. 137
- Introduzione, tema, variazioni e finale sulla canzone veneziana Oh cara mamma mia detta il Carnevale di Venezia op. 137bis
- Elegia alla infelice memoria dei 25000 messinesi morti di colera op. 140
- Semain rossinienne op. 157
- Melodia con pianoforte op. 169
- Addio all'Italia op. 170
- Le regret op. 174
- Bouquet musical-album op. 190
- Pochi momenti d'ozio a Margellina op. 196
- Quattro stelle verdiane op. 234
- Ricordo dell'ingresso di Garibaldi a Napoli il 17 settembre 1860
- Elegia op. 257
- Album teatrale op. 261
- Introduzione, Allegro e Finale
- Ricordo sull'Egitto. Fantasia su motivi arabi
- I Cacciatori delle Alpi
- All'armi, canto popolare
- Il carnevale del 1864
- Fantasie, divertimenti su opere di Verdi, Bellini, Donizetti

### Per flauti e pianoforte
- Duetto sul Roberto Devereux op. 78
- La serenata (Un inverno a Parigi-2fl&pf) op. 99
- Polka-Falco ossia Corsa sul Lario (2fl&pf) op. 117
- Il Maestro e gli allievi, quartetto op. 100

### Per flauto e orchestra
- Fantasia Pastorale

### Musica vocale e varia
- Inno a Roma per canto e pianoforte
- A te Adelaide Cairoli per canto e pianoforte
- La Notte, terzetto per canto e pianoforte
- Elena, polka per pianoforte a quattro mani
- Garibaldi, marcia funebre per pianoforte a quattro mani
- Marce, inni, a altre composizioni per pianoforte
- Composizioni per violoncello e pianoforte

### Metodi
- Metodo per flauto op. 37
- Corso completo di perfezionamento op. 43
- Metodo per il flauto cilindrico Boehm
- 30 studi o Esercizi giornalieri per flauto
- Metodo pratico per clarinetto
- Metodo per fagotto
- Esercizi giornalieri per fagotto
- Metodo per trombone e bombardino
- 2 metodi per il solfeggio
- Breve grammatica elementare di musica